# География Великобритании

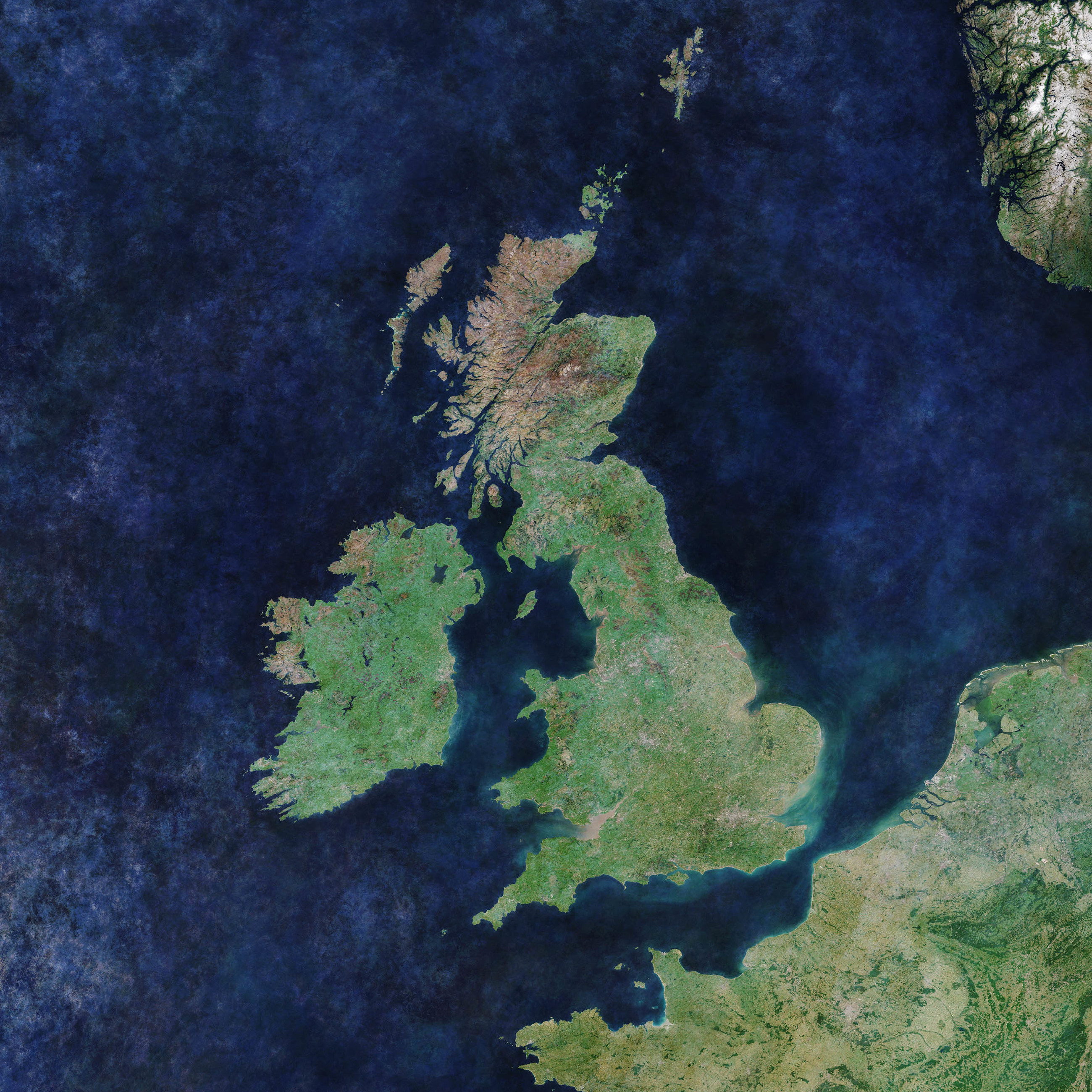
Великобритания занимает бо́льшую часть Британских островов

Соединённое Королевство Великобритании и Северной Ирландии, или Великобритания — суверенное государство, расположенное у северо-западного берега континентальной Европы. Оно занимает остров Великобритания (Англия, Шотландия и Уэльс), одну шестую часть острова Ирландия (Северная Ирландия), а также множество близлежащих мелких островов. Основная территория страны находится между 49° с. ш. и 59° с. ш. (Шотландские острова расположены вблизи 61° с. ш.) и 8° з. д. и 2° в. д. Гринвичская обсерватория, находящаяся в юго-восточном Лондоне, является началом отсчёта географических долгот, через неё проходит нулевой меридиан.
Великобритания омывается водами Атлантического океана, в том числе Северным и Ирландским морем. Минимальное расстояние до Европы составляет 35 км. От Франции страну отделяют проливы Ла-Манш и Па-де-Кале.

## Площадь
Великобритания включает в себя остров Великобритания, северо-восточную часть острова Ирландия и ряд близлежащих островов имеет площадь 243 809 км². Площадь Англии — самой большой страны в составе Великобритании 130 395 км², площадь Шотландии — 78 772 км². Уэльс и Северная Ирландия значительно меньше по площади — 20 779 км² и 13 843 км², соответственно.

## Физическая география
Рельеф Великобритании очень разнообразен. Большая часть территории Англии — низменности, только на северо-западе страны расположены Камберлендские и Пеннинские горы, а на крайнем юго-западе — холмы Эксмура и Дартмура. В рельефе Шотландии особенно выделяется тектонический разлом между Среднешотландской низменностью и Северо-Шотландским нагорьем. Последнее включает в себя Грампианские горы с наивысшей точкой Великобритании — горой Бен-Невис. Рельеф Уэльса также гористый, но южная его часть более равнинна, чем центральная и северная. Наиболее значительными объектами рельефа Северной Ирландии являются массив Морн и крупнейший в Великобритании внутренний водоём — озеро Лох-Ней (площадью 388 км²).
Геоморфологический вид Великобритании был сложен тектоническими, а также климатическими процессами (в том числе оледенениями). Центром Великобритании, в зависимости от способа расчёта, считается или городок Холтвистл в Нортумберленде или деревня Дансоп Бридж в Ланкашире.

### Геология

Геологическая карта Великобритании.

Геологическое строение Великобритании очень разнообразно и давно изучается людьми. С этой страной связаны некоторые понятия геологии (например, ордовиксикий период был назван в честь древнего кельтского племени ордовиков, жившего в центральном и северном Уэльсе, а девонский период был назван в честь графства Девон на юго-западе Англии). Наиболее старые горные породы Великобритании — гнейсы, сложившиеся 2,7 млрд лет назад в архейскую эру — были обнаружены на северо-западе Шотландии на Гебридских островах. К югу от гнейсов расположена область, представляющая собой сложную смесь осадочных пород (приблизительный возраст — 1 млрд лет), из которых сложены северо-западная часть Хайленда и Грампианские горы в Шотландии.
В основе большей части центральной Англии лежат остатки древних вулканических островов. Гористая область в Англии и Уэльсе появилась приблизительно 600 млн лет назад в эпоху Кадомской складчатости.
Отложения сланцев в Уэльсе образовались около 500 млн лет назад в ордовикский период. Приблизительно в это же время (425 млн лет назад) в северной части Уэльса наблюдалась вулканическая активность. Остатки некоторых вулканов можно увидеть и сейчас (например, вулкан Робелл Фуар, возраст которого, по оценкам, составляет 510 млн лет). Лавой и пеплом этих вулканов, известных как Борроудейлские, покрыты северная часть Уэльса и Озёрный край.
В силурийский период, за отрезок времени между 425 и 400 млн лет назад, в эпоху Каледонской складчатости сформировалась большая часть поверхности современной Великобритании. Лавы, образовавшиеся в этот период, выходят на поверхность в графствах Сомерсет и Пембрукшир. В девонский период вулканические отложения сформировали гору Бен-Невис. В это время уровень моря сильно колебался и береговая линия многократно смещалась с юга на север с перемещением осадочных пород.
В каменноугольном периоде, около 360 млн назад, Великобритания находилась на экваторе. В это время сформировались каменноугольные пласты Мендипской области в графстве Сомерсет, в Пеннинских горах, северной Англии, Кенте и Уэльсе. Пласты формировались в долинах рек, болотах и влажных лесах. В пермском и триасовом периодах территория Великобритании была покрыта мелкими морями, что способствовало накоплению осадочных пород, таких как сланцы, известняки, мергели. После отступления морей территория представляла собой плоскую пустыню с солевыми пятнами.
В юрском периоде Великобритания снова оказалась под водой, что привело к очередному накоплению осадочных пород (глины, песчаники, оолиты и другие), которые распределены по всей территории Англии от Кливлендских холмов в Йоркшире до побережья в графстве Дорсет. Остатки водорослей и бактерий, оказавшиеся ниже осадочных пород, привели к образованию нефти и газа Северного моря. В меловом периоде большая часть Великобритании также была ниже уровня моря, что привело к накоплению на территории мела и кремня. Так в это время образовались Дуврские меловые скалы, кремнёвое плато в Уилтшире (на территории которого расположен Стоунхендж), меловые холмы Чилтерн-Хиллс и Саут-Даунс.
Последние вулканические породы на территории Великобритании образовались в раннем третичном периоде около 63–52 млн лет назад. Извержения, произошедшие в то время, привели к образованию плато в графстве Антрим и базальтовых колонн дороги гигантов. Происходило дальнейшее накопление осадочных пород на юге Англии (включая Лондонские глины). Ла-Манш в это время представлял собой ватты с песком, нанесённым реками. В четвертичном периоде главные изменения рельефа были вызваны ледниковыми периодами, оставившими характерные долины в горных областях и плодородные (часто каменистые) почвы в южной Англии.

### Горы

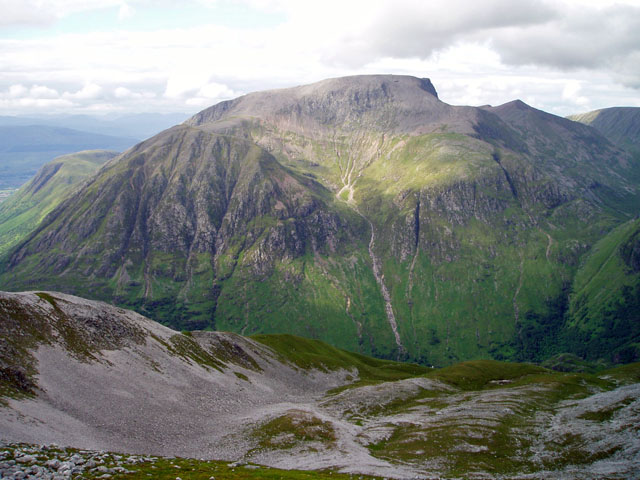
Бен-Невис — высочайшая гора Великобритании.

Десять наивысших гор Великобритании находятся в Шотландии. Наивысшие точки в каждой из частей страны:
- Шотландия — Бен-Невис (Грампианские горы, высота — 1344 м),
- Уэльс — Сноудон (Сноудония, высота 1085 м),
- Англия — Скофел-Пайк (в Камберлендских горах, высота — 977 м),
- Северная Ирландия — Слив-Донард (горы Морн, высота — 852 м).

Список наиболее значимых горных хребтов и возвышенностей:
- Шотландия — Северо-Шотландское нагорье (в том числе, Грампианские горы), Южно-Шотландская возвышенность;
- Уэльс — Кембрийские горы, Сноудония;
- Англия — Дартмур, Камберлендские горы, Пеннинские горы;
- Северная Ирландия — Морн, плато Антрим.

### Гидрология

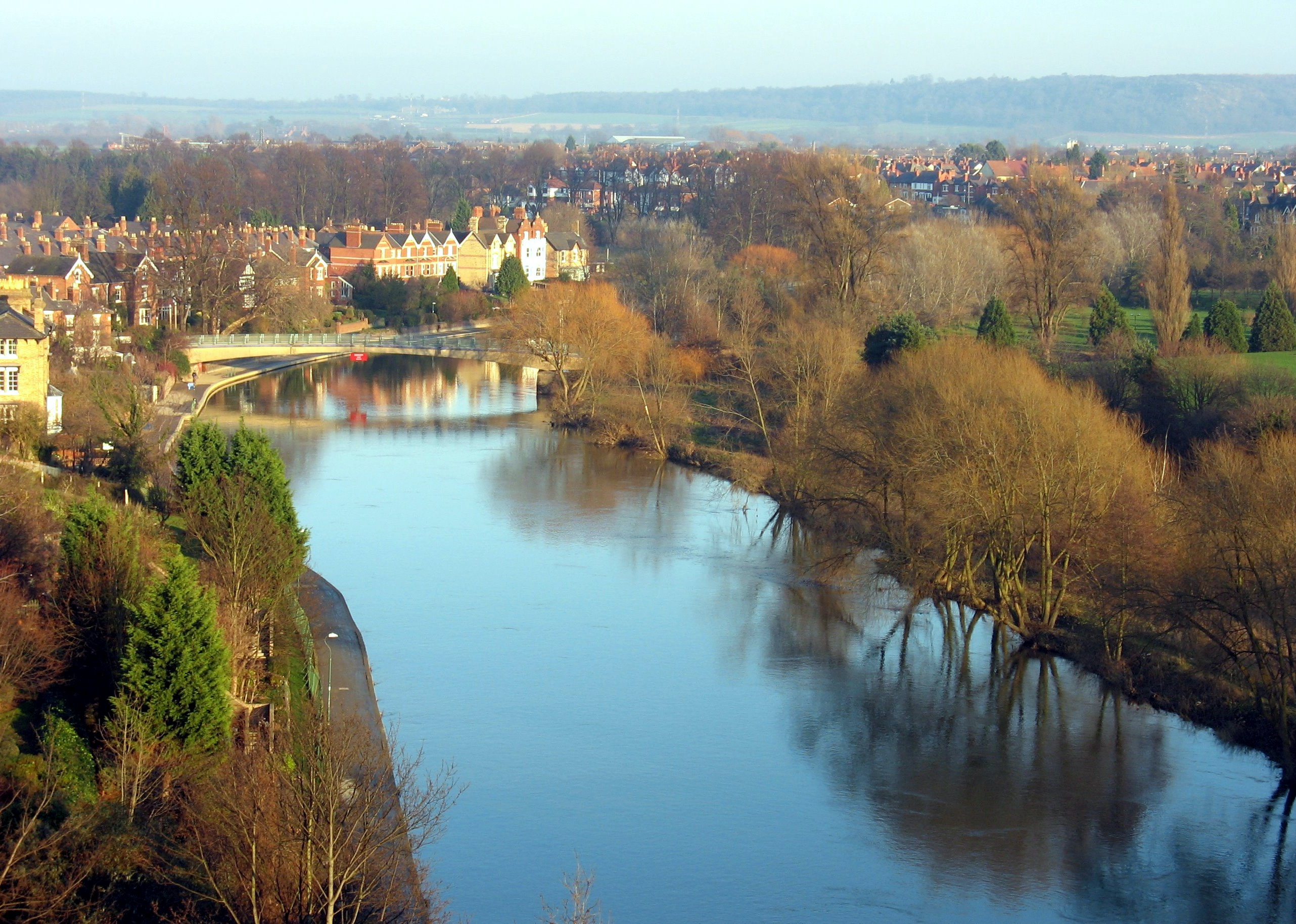
Река Северн.

Наибольшей рекой Великобритании является Северн (длина — 354 км), который протекает по территории Англии и Уэльса. Наиболее длинные реки по странам Великобритании:
- Англия — Темза (длиной 346 км)
- Шотландия — Тей (длиной 188 км)
- Северная Ирландия — Банн (длиной 122 км)
- Уэльс — Тауи (длиной 103 км).

Наибольшие озёра Великобритании по странам:
- Северная Ирландия — Лох-Ней (площадь — 382 км²)
- Шотландия — Лох-Ломонд (площадь — 71 км²)
- Англия — Уиндермир (площадь — 15 км²)
- Уэльс — Бала-Лейк (площадь — 5 км²).

Самым глубоким озером Великобритании является Лох-Морар с максимальной глубиной 309 м (на втором месте Лох-Несс, глубиной 229 м).
В Великобритании имеется разветвлённая сеть каналов, большая часть которых была построена в начале промышленной революции и в основном использовалась для транспортировки грузов. Имеется также большое количество дамб и водохранилищ, использующихся и в промышленных целях, и как резервуары питьевой воды. Гидроэлектростанций мало, они расположены в основном в шотландском округе Хайленд и создают 2 % потребляемой в стране энергии.

## Климат
Великобритания относится к области умеренно континентального климата морского типа, который отличается тёплой зимой и нежарким летом.
Средняя температура в Великобритании выше, чем в других местностях на той же широте. Это связано с влиянием тёплого течения Гольфстрим. Южная часть страны теплее и суше, чем северная. Преобладают северо-западные ветры, дующие с северной части Атлантического океана. Пасмурных дней в году — более 50 %. Возможны сильные ветры и наводнения.
Среднегодовое количество осадков по стране изменяется в пределах от 3000 мм в Хайленде до 553 мм в Кембридже. Самое сухое место в Великобритании — графство Эссекс — где в среднем в год выпадает 600 мм осадков, хотя дождливых дней — более 100 в год.
Экстремальные температуры, зарегистрированные за всё время наблюдений:
- максимальная — 38,5 °C в графстве Кент, 10 августа 2003 года;
- минимальная — −27,2 °C в Грампианских горах 11 февраля 1895 года, и на севере Шотландии 30 декабря 1995 года.

## Природные ресурсы

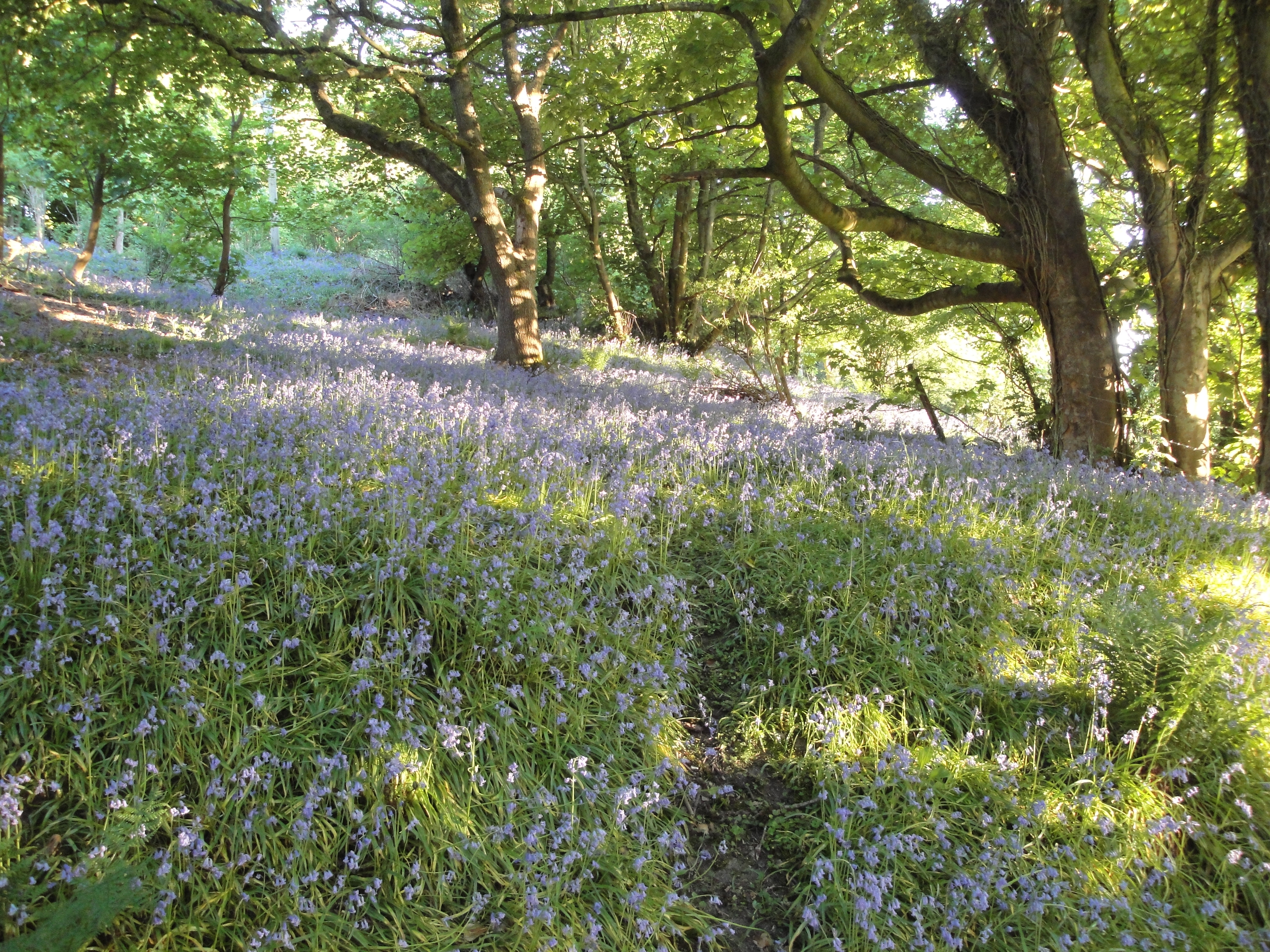
Лиственный лес на острове Уайт

До появления человека большая часть Великобритании была покрыта лесами, однако ещё первобытный человек начал их вырубку.
Сельское хозяйство страны интенсивное, высокомеханизированное, эффективное по европейским стандартам. Производит 60 % от потребности страны с использованием всего 1 % рабочей силы. Вклад в ВВП — 2 %. Третья часть земель используется под зерновые культуры, две третьих — пастбища.
На 1993 год земли использовались следующим образом:
- Пахотные земли — 10 %
- Земли под постоянными зерновыми культурами — 0 %
- Постоянные пастбища — 46 %
- Леса — 9 %
- Орошаемые земли — 1090 км²
- Другие — 18 %.

В Великобритании имеются залежи угля, нефти, природного газа, известняков, мела, гипса, кварца, каменной соли, каолина, железной руды, олова, серебра, золота, свинца.

## Экологические проблемы
Великобритания стремится уменьшить выбросы парниковых газов. Согласно обязательствам по Киотскому протоколу страна уже сократила выбросы на 12,5 % по сравнению с 1990 годом и планирует достичь 20 % в 2010 году. В 2015 году 33 % бытовых отходов переработали и они стали использоваться как удобрение. За период с 1999 по 2000 годы переработка бытовых отходов увеличилась с 8,8 % до 10,3 %.
Великобритания ратифицировала такие международные соглашения об охране окружающей среды, как:
- о загрязнении воздуха (оксидами азота, серы, органическими соединениями)
- о защите природной среды Антарктиды
- о консервации морских ресурсов Антарктиды
- договор об Антарктике
- о биоразнообразии
- рамочная конвенция ООН об изменениях климата
- Киотский протокол
- об опустынивании
- об опасных отходах
- морская конвенция
- запрет на испытания ядерного оружия
- об охране китов

и другие.